# Manévr s korbomitem
Manévr s korbomitem (v anglickém originále The Corbomite Maneuver) je desátý díl první řady seriálu Star Trek. Premiéra epizody proběhla 10. listopadu 1966.

## Příběh
Hvězdná loď USS Enterprise pod dočasným velením pana Spocka objevuje ve vesmíru zvláštní světélkující kostku, která se při pokusu o úhybný manévr vždy navrací do dráhy lodi. Kapitán James T. Kirk zrovna podstupuje čtvrtletní lékařskou prohlídku, a když je povolán na můstek, daří se posádce zničit neznámý objekt phasery.
Enterprise záhy doráží k cizí vesmírné lodi ve tvaru světélkující koule. Kirk navazuje kontakt s mimozemskou civilizací, která ale považuje jejich vpád do této části galaxie za nepřátelský akt a chce Enterprise zničit. Kapitán Kirk a jeho posádka dostává 10 minut před zničením pro poslední modlitbu. Neznámý hlas se identifikuje jako Balok, kormidelník lodi Fesarius, vlajkové lodi První federace. Po několika neúspěšných pokusech o odvrácení přímého zničení Enterprise se kapitán Kirk uchyluje ke lsti a lživě informuje neznámého tvora o výbavě lodi tzv. korbomitem, který při ničivém zásahu lodi Federace odrazí zásah stejnou silou proti útočníkovi. Lhůta 10 minut vyprší a neznámá postava mimozemšťana se rozhodne USS Enterprise zachovat, ale také odvléci na svou planetu. Za tím účelem vyšle malou loď, která začne vlečným paprskem Enterprise táhnout. Po krkolomném manévru s brzdami a následným přetížením tažné lodi se Enterprise uvolňuje z vlečného paprsku a Balokova malá loď utrpí několik poškození, která jí nedovolí vyslat dostatečně silný paprsek k lodi Fesarius. James Kirk se s výsadkem transportuje na cizí loď, kde zjišťuje, že mimozemský tvor na obrazovce při komunikaci byl jenom umělý panák a skutečný Balok se velmi podobá lidskému dítěti, ale disponuje nadprůměrnou inteligencí.
Balok následně nabídne kapitánovi a ostatním z výsadku „tranyu“, jakožto jeho oblíbené pití. Kirk a Balok se domluví, že kormidelník Bailey zůstane s Balokem pro výměnu informací mezi civilizacemi.